# Severino Antinori
Severino Antinori (Civitella del Tronto, 6 de setembro de 1945) é um médico ginecologista italiano que mora e trabalha em Roma. Defende a clonagem humana.
No início de 2002, surpreendeu o mundo ao clonar pela primeira vez uma célula humana. Em 2006, anunciou ter feito em 2003 três clones humanos dizendo que as crianças cresciam bem em países do Leste Europeu, mas recusando-se a dar mais detalhes.